# Королева дронов
«Королева дронов» (англ. «The Drone Queen») — первый эпизод четвёртого сезона американского драматического телесериала «Родина» и 37-й во всём сериале. Премьера состоялась на канале Showtime 5 октября 2014 года, в один день со вторым эпизодом сезона «Трилон и Перисфера».

## Сюжет
Кэрри (Клэр Дэйнс), теперь глава подразделения в Афганистане, получает сведения от главы подразделения Пакистана Сэнди Бакмана (Кори Столл), давая ей фермерский дом в Пакистане в качестве текущего местоположения Хайссама Хаккани, весьма востребованного террориста. Сэнди отказывается называть источник, но подчёркивает, что это то же самое, как и четыре приоритетных убийств. Кэрри санкционирует воздушную атаку, и она успешно уничтожает фермерский дом. Впоследствии, её персонал дарит ей торт ко дню рождения, на котором её провозгласили «Королевой дронов».
Появляются доклады из Пакистана о том, что Хаккани был на свадьбе, когда обрушился воздушный удар, что привело к гибели Хаккани и 40 мирных жителей. США публично опровергает эту информацию. Айан Ибрагим (Сурадж Шарма), студент, который пострадал в результате взрыва, просыпается и обнаруживает, что его мать и сестра среди тех, кто погиб.
Айан понимает, что он записывал видео свадьбы на свой телефон в момент ракетного удара. Айан отказывается загружать видео на YouTube, несмотря на настояние своего сожителя Рахима (Акшай Кумар). Пока Айан спит, Рахим берёт телефон и даёт его своему кузену, чтобы он загрузил видео, и оно быстро распространяется по сети. Кэрри получает новости о видео от директора ЦРУ Локхарта (Трейси Леттс), который сообщает ей, что президент в ярости, и что Вооружённые Силы Пакистана требуют объяснений. Кэрри отправляется в Исламабад, чтобы встретиться с Сэнди и послом США в Пакистане Мартой Бойд (Лайла Робинс). Айан переживает за последствия, как только видео приведёт к нему.
Незадолго до прибытия Кэрри, Сэнди покидает посольство без защиты, чтобы он мог встретиться со своим тайным источником. Когда он добирается до двери места встречи, он обнаруживает, что его ключ больше не подходит.
Между тем, Питер Куинн (Руперт Френд), сейчас работающий в пакистанском подразделении, забирает Кэрри в аэропорту. Находясь там, они обнаруживают, что имя и фото Сэнди всё же просочились в пакистанской прессе и транслируются по телевизионным каналам, раскрывая его как человека, стоящего за воздушной атакой. Они информируют Сэнди и мчатся, чтобы забрать его, но когда Сэнди садится в их фургон, разъярённая толпа окружает их и разбивает окна. Они вытаскивают Сэнди и забивают его до смерти. Куинну и Кэрри удаётся сманеврировать на фургоне из толпы и спасти свои жизни.

## Производство
Режиссёром эпизода стала исполнительный продюсер Лесли Линка Глаттер, а сценаристом стал шоураннер Алекс Ганса.

## Реакция

### Реакция критиков
Критики положительно встретили эпизод, оценивая его как удовлетворительную перезагрузку после событий третьего сезона. Скотт Коллура из IGN оценил эпизод на 8.9 из 10, сказав, что «„Родина“ вновь чувствует себя более энергичной и жизненной.» Мэтт Бреннан из «Slant Magazine» описал эпизод как «целенаправленный и чрезвычайно умеренный, устанавливающий рамки для новой угрозы с точными, беспрепятственными ударами.»

### Рейтинги
Премьеру посмотрели 1.61 миллионов зрителей, снизившись в просмотре по сравнению с финалом третьего сезона, у которого был самый высокий рейтинг среди зрителей — 2.38 миллионов.